# Seznam sovjetskih letalskih asov
Seznam sovjetskih letalskih asov je krovni seznam.

## Seznami
- Seznam sovjetskih letalskih asov sovjetsko-japonske mejne vojne leta 1939
- Seznam sovjetskih letalskih asov španske državljanske vojne
- Seznam sovjetskih letalskih asov zimske vojne
- Seznam sovjetskih letalskih asov druge svetovne vojne
- Seznam sovjetskih letalskih asov korejske vojne
- Seznam sovjetskih letalskih asov vietnamske vojne